# Festival international du film de Sofia
Le Festival international du film de Sofia ou Festival du film de Sofia (en bulgare : Международен София Филм Фест ou София Филм Фест) est un festival de cinéma qui se déroule chaque année à Sofia en Bulgarie, depuis sa fondation en 1997.